# Plebiscyt Przeglądu Sportowego 1984
50. Plebiscyt Przeglądu Sportowego na najlepszego sportowca Polski zorganizowano w 1984 roku.

## Wyniki
1. Andrzej Grubba - tenis stołowy (249 250 pkt.)
2. Lucyna Kałek - lekkoatletyka (232 313)
3. Bogusław Mamiński - lekkoatletyka (210 713)
4. Krzysztof Lenartowicz - lotnictwo sportowe (156 116)
5. Henryk Wolny i Piotr Gawryś - brydż sportowy (143 705)
6. Marian Woronin - lekkoatletyka (131 182)
7. Waldemar Marszałek - sporty motorowodne (116 956)
8. Dorota Tlałka - narciarstwo alpejskie (104 325)
9. Włodzimierz Smolarek - piłka nożna (81 057)
10. Bogdan Kramer - bojery (44 391)